# Abudefduf margariteus
Abudefduf margariteus är en fiskart som först beskrevs av Cuvier, 1830.  Abudefduf margariteus ingår i släktet Abudefduf och familjen Pomacentridae. Inga underarter finns listade i Catalogue of Life.